# Interpack
Die interpack ist eine internationale Fachmesse der Verpackungsbranche und der verwandten Prozessindustrie. Sie findet im Drei-Jahres-Rhythmus auf dem Messegelände Düsseldorf statt. Veranstalter ist die Messe Düsseldorf.

## Geschichte
Die erste Interpack wurde am 2. März 1958 eröffnet. Damals präsentierten 255 Unternehmen aus neun Nationen ihre Produkte auf dem Messegelände am Ehrenhof. Die erste Messe verzeichnete 32.544 Besucher. Die zweite Interpack-Messe fand 1960 statt. Danach wurde ein Drei-Jahres-Rhythmus eingeführt.
1973 fand die Messe erstmals auf dem neu gebauten Messegelände in Düsseldorf-Stockum statt.
Zur interpack 2017 kamen 2.866 Aussteller und 170.899 Besucher aus 169 Ländern. Trendthemen waren Digitalisierung, Industrie 4.0 und Nachhaltigkeit.
Die interpack 2020 wurde aufgrund der Corona-Pandemie zunächst auf das Frühjahr 2021 verschoben und schließlich abgesagt. Die nächste interpack findet vom 04.-10. Mai 2023 statt.

## Konzept und Rahmenprogramm
Die interpack richtet sich vor allem an Fachbesucher aus den Bereichen Nahrungsmittel, Getränke, Pharma, Süß- & Backwaren, Konsumgüter (non-food), Industriegüter, Kosmetik, Services, Logistik und Transport.
Die Themen der interpack bilden die Wertschöpfungskette ab: Herstellung, Veredelung, Verpacken, Distribution, Qualitätssicherung, Verbraucherschutz. Im Format „innovationparc“ werden aktuelle Branchentrends auf der interpack thematisiert.
2011 bis 2017 fand parallel der Save Food Kongress statt, der sich gegen Lebensmittelverluste und -verschwendung einsetzt. Save Food ist eine gemeinsame Initiative der Interpack, der Messe Düsseldorf, der Welternährungsorganisation FAO und des Umweltprogramms der Vereinten Nationen UNEP.
Seit 2014 ist die Fachmesse components Teil der interpack. Sie richtet sich an die Zulieferbranche der Verpackungs- und Prozessindustrie.
Die interpack ist Teil der interpack alliance. Das Label umfasst alle internationalen Veranstaltungen der Messe Düsseldorf aus dem Bereich Processing & Packaging.